# Plebiscyt Przeglądu Sportowego 1966
32. Plebiscyt Przeglądu Sportowego na najlepszego sportowca Polski zorganizowano w 1966 roku.

## Wyniki
1. Irena Kirszenstein - lekkoatletyka (494 503 pkt.)
2. Ewa Kłobukowska - lekkoatletyka (449 258)
3. Jerzy Pawłowski - szermierka (321 374)
4. Sobiesław Zasada - sport samochodowy (288 995)
5. Stanisław Grędziński - lekkoatletyka (215 065)
6. Wiesław Maniak - lekkoatletyka (200 543)
7. Antoni Woryna - żużel (193 424)
8. Eulalia Zakrzewska - strzelectwo (172 111)
9. Jerzy Kulej - boks (113 368)
10. Waldemar Baszanowski - podnoszenie ciężarów (105 090)